# Fathi Terbil
Fathi Terbil (en árabe: فتحي طربيل‎), abogado y activista por los derechos humanos libio. Representa a los familiares de más de mil prisioneros asesinados por las fuerzas de seguridad libias en 1996 en la Cárcel de Abu Salim.
El arresto de Terbil en febrero de 2011 fue la chispa que encendió la manifestación de 200 parientes de prisioneros muertos en Bengasi. El 20 de febrero Terbil declaró a Al Jazeera que las fuerzas de seguridad habían matado docenas, tal vez cientos de manifestantes en Bengasi.